# Karen Swallow Prior
Karen Swallow Prior (* 1965) ist eine US-amerikanische Anglistin.

## Leben
Sie erwarb das High School Diploma an der Lancaster Central High School in Lancaster (New York), 1987 den Bachelor of Arts am Daemen College (Hauptfach: Englisch, Nebenfach: Öffentlichkeitsarbeit und Kommunikation), 1992 den Master of Arts am English Department der State University of New York at Buffalo und 1999 den Doctor of Philosophy am English Department der State University of New York at Buffalo. Sie ist Forschungsprofessorin für Englisch und Christentum und Kultur am Southeastern Baptist Theological Seminary.

## Schriften (Auswahl)
- Hannah More's Cœlebs in search of a wife – a review of criticism and a new analysis. Lewiston 2003, ISBN 0-7734-6699-1.
- Fierce convictions. The extraordinary life of Hannah More. Poet, reformer, abolitionist. Nashville 2014, ISBN 978-0-7180-2191-7.
- Booked. Literature in the Soul of Me. Los Gatos 2015, ISBN 1943120021.
- mit Ned Bustard und Leland Ryken: On reading well. Finding the good life through great books. Grand Rapids 2022, ISBN 1587435837.